# Almirante Cochrane (1874)
Pour les autres navires du même nom, voir Almirante Cochrane.
Le Almirante Cochrane était une frégate blindée construite par Earle's Shipbuilding Co. en Angleterre pour la marine chilienne en 1875, comme son sister-ship Almirante Blanco Encalada. Elle a participé activement à la Guerre du Pacifique (1879-1884), et son action la plus importante fut sa participation à la capture du monitor péruvien Huáscar pendant le combat naval d'Angamos en 1879 .
Le Almirante Cochrane faisait partie des forces du Congrès qui ont renversé le président José Manuel Balmaceda Fernández lors de la guerre civile chilienne de 1891.

## Historique
En 1871, le président du Chili, Federico Errázuriz Zañartu, envoya au Congrès national un projet de loi autorisant l'exécutif à acquérir deux navires de guerre blindés. Le projet de loi, qui n'a été approuvé que par un vote avec une voix opposée (celle le l'ancien président José Joaquín Pérez, stipulait que les deux navires seraient des frégates de taille moyenne et ne coûteraient pas plus de 2 millions de pesos.

### Construction et mise en service
Alberto Blest Gana, l'ambassadeur au Royaume-Uni, a été chargé du projet. Il a engagé le concepteur de navires Edward James Reed, un ancien architecte naval de l'Amirauté britannique, comme conseiller technique. Il a engagé Earle's Shipbuilding Co. à Kingston upon Hull, dans le Yorkshire, pour effectuer la construction.
Les deux navires ont été nommés Cochrane et Valparaíso mais plus tard, à l'arrivée au port le 24 janvier 1876, Valparaíso a été rebaptisé Blanco Encalada par décret du ministre de la Guerre et de la Marine le 15 septembre 1876. La construction du Cochrane a commencé en avril 1872 et le navire a été lancé en 1874 et arriva au port de Valparaiso le 26 décembre 1876..
En janvier 1878, une fois le différend avec l'Argentine réglé, le président Aníbal Pinto Garmendia a ordonné à l'ambassadeur en Europe, Alberto Blest Gana, de mettre les navires en vente afin d'atténuer la crise économique qui sévissait au Chili. Au nom de Blest Gana, Reed a offert au Royaume-Uni Cochrane pour 220.000 livres sterling, mais les Britanniques n'étaient pas intéressés. Il a ensuite tenté de vendre les deux navires à la Russie avec le même résultat.
Entre 1897 et 1900, le navire a été transformé en navire-école d'artillerie et de torpillage. Mis hors service en 1908, il a été mis au rebut en 1984.

### Service opérationnel
Guerre du Pacifique (1879-1884) :

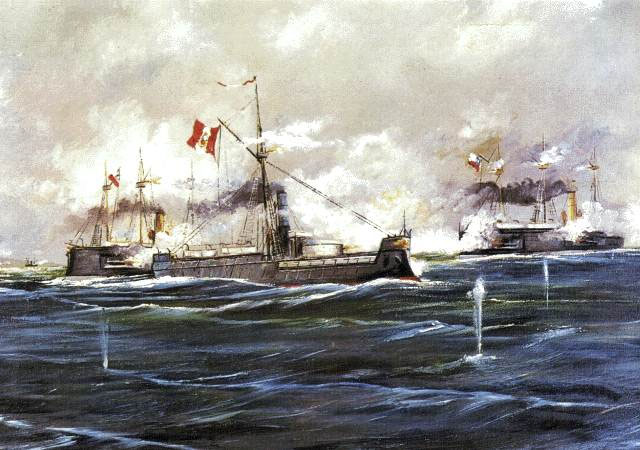
Bataille navale d'Angamos

Almirante Cochrane a participé à la guerre du Pacifique, en participant surtout à la défaite et à la capture du monitor péruvien Huáscar' dans la bataille navale d'Angamos, le 8 octobre 1879. Au début de la guerre, Almirante Cochrane était commandé par le capitaine Enrique Simpson et depuis le 5 avril était présent au blocus d'Iquique.
Fin juin 1879, l'Almirante Cochrane était le vaisseau amiral de la 2e division navale, chargé du blocus d'Iquique avec la canonnière Magellan, la corvette Abtao et Matias Cousiño. Le 16 juillet, Almirante Cochrane et Matias Cousiño ont été relevés respectivement par Almirante Blanco Encalada et Lamar et se sont retirés à Antofagasta.
En août 1879, Almirante Cochrane a navigué à Valparaíso et a subi une maintenance pour le mois suivant. Le capitaine Juan José Latorre (en) prend alors le commandement. Latorre était également à la tête de la 2e division navale, qui comprenait également Loa et O'Higgins. Il a ensuite participé à la bataille navale décisive d'Angamos. était également présent en 1880 lorsque la corvette péruvienne Unión brisa le blocus d'Arica.
Guerre civile chilienne de 1891 :

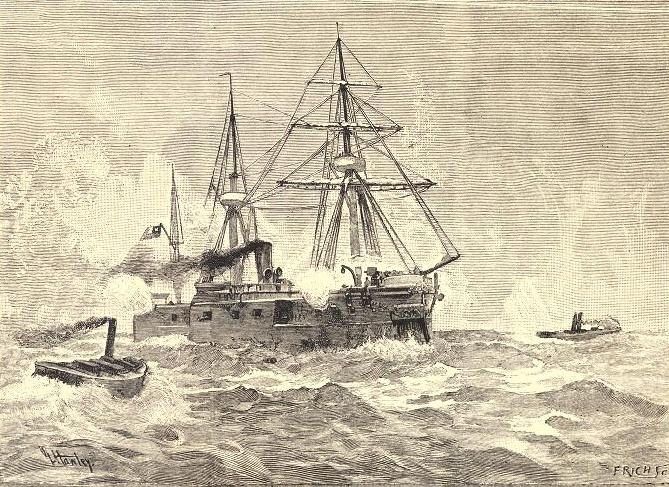
Torpilleur attanquent Cochrane

Pendant la guerre civile chilienne de 1891, Almirante Cochrane faisait partie des forces qui ont vaincu le président José Manuel Balmaceda.
Au crépuscule du 7 janvier 1891, Almirante Cochrane remorqua Huáscar, qui avait fait démonter ses machines, de la baie de Valparaíso à Las Salinas, où Huáscar était préparée pour le service. Le 23 août 1891, elle participe à la bataille contre les forces à Valparaiso, aux côtés de la corvette Esmeralda et sous le commandement de Jorge Montt. La frégate blindée a pris entre 10 et 12 coups sûrs, tandis qu'Esmeralda en  a pris entre 6 et 8.

## Galerie

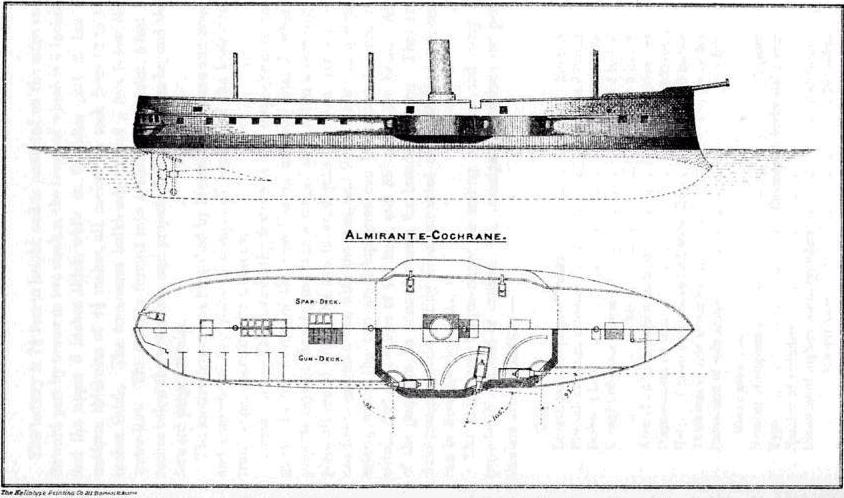
Schema de la frégate cuirassée Cochrane'
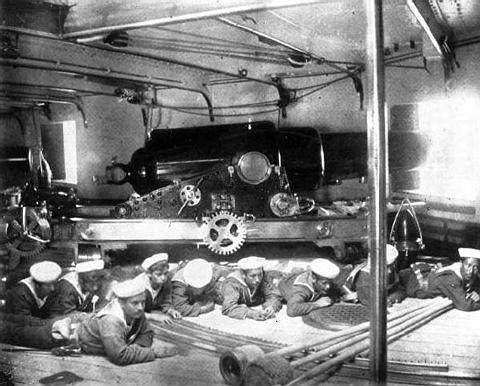
Batterie du Cochrane
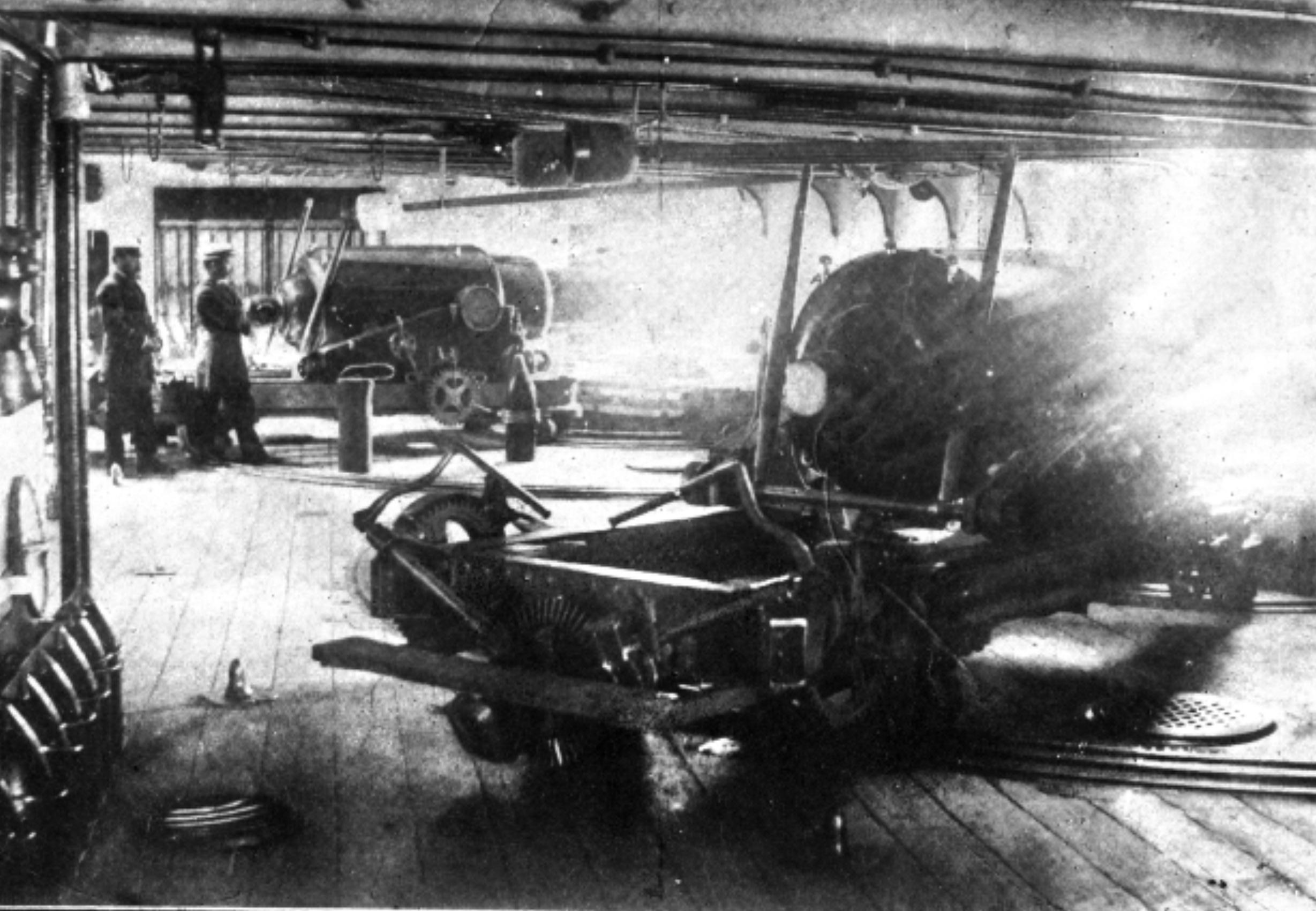
Batterie centrale du Cochrane